# Jamie Clayton

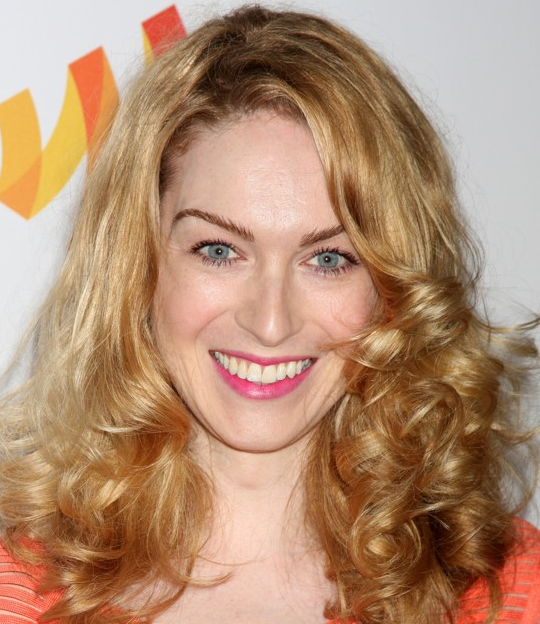
Jamie Clayton (2018)

Jamie Clayton (* 15. Januar 1978 in San Diego, Kalifornien) ist eine US-amerikanische Schauspielerin.

## Leben und Karriere
Clayton wurde in San Diego geboren und wuchs dort auch auf. Mit neunzehn Jahren zog sie nach New York City, um eine Karriere als Makeup-Künstlerin zu beginnen. In dieser Funktion kam sie 2010 zu ihrem ersten Fernsehauftritt. Gemeinsam mit den anderen beiden trans Frauen Laverne Cox und Nina Poon verhalf sie in der Reality-Show TRANSform Me cis Frauen zu einem Makeover.
2011 hatte Clayton in der dritten Staffel der Fernsehserie Hung – Um Längen besser ihre erste Schauspielrolle. Bekannt wurde sie vor allem durch ihre Hauptrolle in der von Netflix produzierten Fernsehserie Sense8, in der sie eine trans Bloggerin in San Francisco spielt. Ihre erste Rolle in einem Spielfilm hatte sie 2016 in The Neon Demon. 2019 bekleidete sie eine weitere Serienrolle in Designated Survivor mit Kiefer Sutherland. In dessen dritter Staffel mimte sie die Schwägerin – mit trans Hintergrund – des US-Präsidenten Tom Kirkman.

## Filmografie (Auswahl)
- 2010: TRANSform Me
- 2011: Hung – Um Längen besser (Hung, Fernsehserie, 2 Folgen)
- 2012: Dirty Work (Fernsehserie, 3 Folgen)
- 2012: Are We There Yet? (Fernsehserie, eine Folge)
- 2013: Hustling (Fernsehserie, eine Folge)
- 2015–2018: Sense8 (Fernsehserie, 24 Folgen)
- 2016: The Neon Demon
- 2016: Motive (Fernsehserie, eine Folge)
- 2017: Schneemann (The Snowman)
- 2019: The Chain
- 2019: Designated Survivor (Fernsehserie, 6 Folgen)
- 2019–2023: The L Word: Generation Q (Fernsehserie, 26 Folgen)
- 2020: Roswell, New Mexico (Fernsehserie, 3 Folgen)
- 2021: Red Bird Lane (Fernsehfilm)
- 2022: Hellraiser – Das Schloss zur Hölle (Hellraiser)